# The Forward Gallery
The Forward Gallery – idea formy prezentacyjnej działań performatywnych. Na jednym z festiwali performance (Zone2 Performance Festival Timisoara, Rumunia, 1996) artyści przedstawiający się jako kuratorzy galerii Forward (Galeria Wperjod) zaprezentowali sposób na odtwarzanie performancu artysty bez jego obecności. Używając stworzonego scenariusza, ktoś krok po kroku powtarza czynności z pierwowzoru. Artyści zaprezentowali akcje, w której na kuratorskim stole leży stos scenariuszy, jeden z nich zostaje wylosowany i po odczytaniu na głos zostaje wykonany przez kuratorów reprezentujących performerów.
Inicjatorem akcji był Avdej Ter Oganjan.